# Campionato nordamericano femminile di pallavolo 1995
Il XIV campionato nordamericano femminile di pallavolo si è svolto nel 1995 a Santo Domingo, nella Repubblica Dominicana. Al torneo hanno partecipato 6 squadre nazionali nordamericane e la vittoria finale è andata per la decima volta, la sesta consecutiva, a Cuba.

## Classifica finale
| Classifica | Squadre         |
| ---------- | --------------- |
|            | Cuba            |
|            | Stati Uniti     |
|            | Canada          |
| 4          | Rep. Dominicana |
| 5          | Porto Rico      |
| 6          | Messico         |